# František Dvořák (archeolog)
František Dvořák (28. listopadu 1896, Červené Pečky – 10. června 1943, Drážďany) byl český regionální archeolog, popravený za účast v protinacistickém odboji.

## Život

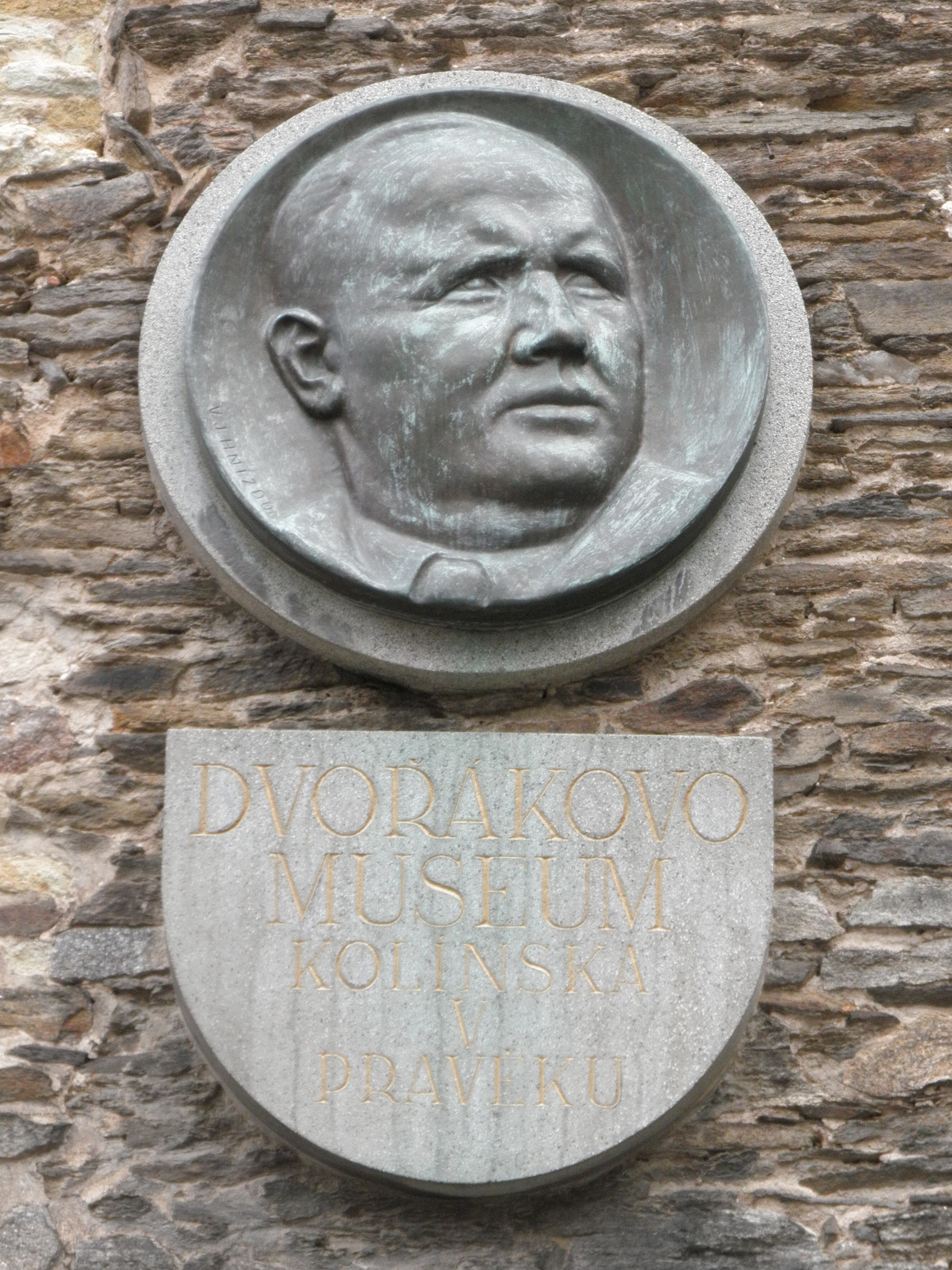
Pamětní deska Františka Dvořáka v kolínské Parléřově ulici. Desku vytvořil Vladimír Jan Hnízdo.

Původně byl lékařem. V meziválečném období významně rozšířil archeologickou sbírku muzea v Kolíně asi o 40 000 kusů. Přestože byl archeologem-samoukem, za své terénní výzkumy získal věhlas i v Evropě.

### Archeologie
Archeologické lokality na Kolínsku, kde zkoumal František Dvořák:
- Polepy – pohřebiště únětické kultury
- Skalka (hradiště) – archeologický výzkum v letech 1923–1924[5]
- Hradenín[3] – objev „knížecích pohřbů na vozech“ z doby železné[6]
- Plaňany[3]
- Okrouhlík – eneolitické sídliště u Bylan v okrese Kolín[7]

### Odboj
Byl zapojen do kolínské organizace Domácí odboj (známé spíše pod názvem Prstýnkáři). Poskytoval vhodné prostory v kolínském muzeu pro společné schůzky a jednání této ilegální organizace, kterých se aktivně účastnil. Před svým zatčením gestapem byl varován a stačil se ještě ukrýt v tajné skrýši ve sklepě svého domu v Červených Pečkách. Hlad a nedýchatelný vzduch jej ale přinutily po dvou dnech skrýš opustit. Do rukou gestapa padl 4. září 1941.
Byl vězněn v Kolíně, v Kutné Hoře, v Terezíně, ve věznici Pankrác, v drážďanském vězení v Georg-Bähr-Strasse. Tam byl 14. ledna 1943 odsouzen k trestu smrti, a 10. června 1943 v 18.22 popraven.

### Muzeum
Je po něm pojmenováno Dvořákovo muzeum Kolínska v pravěku, v ulici Brandlova 35 v Kolíně.

## Vyznamenání
- Československý válečný kříž 1939 – uděleno 5. května 1947 prezidentem Edvardem Benešem za „zásluhy v boji za národní osvobození z nacistické okupace“.[8]
- V obci Červené Pečky má dvě pamětní desky.[8] V Kolíně má pamětní desku na Dvořákově muzeu Kolínska v pravěku.